# کیت کیلاگ
جوزف کیت کیلاگ جونیر. (به انگلیسی:Joseph Keith Kellogg Jr. ؛ متولد ۱۲ مه، ۱۹۴۴) دولتمرد و دیپلمات آمریکایی و سپهبد بازنشسته در نیروی زمینی ایالات متحده آمریکا است. او پیشتر در اولین دوره ریاست‌جمهوری دونالد ترامپ به عنوان مشاور امنیت ملی معاون رئیس جمهور مایک پنس، و دبیر اجرایی و رئیس ستاد کارکنان شورای امنیت ملی ایالات متحده آمریکا فعالیت کرده است. او در پی استعفای مایکل فلین به عنوان سرپرست مشاور امنیت ملی فعالیت کرد. در نوامبر ۲۰۲۴، رئیس جمهور منتخب ترامپ کیلاگ را به عنوان فرستاده ویژه خود برای اوکراین و روسیه برگزید.